# Йерхель (Гарделеген)
Йерхель (нем. Jerchel) — община в Германии, в земле Саксония-Анхальт.
Входит в состав района Зальцведель. Подчиняется управлению Зюдлихе Альтмарк. Население составляет 320 человек (на 31 декабря 2006 года). Занимает площадь 16,02 км².